# ハリウッド・スキャンダル (映画)
『ハリウッド・スキャンダル』（原題：Rules Don't Apply）は、2016年のアメリカ合衆国のロマンティック・コメディ映画。
1950年代のハリウッドを舞台に、大富豪に見いだされた女優の卵と、彼女の運転手を務める青年との許されざる恋を描いた恋愛映画であり、18年ぶりに監督を務めたウォーレン・ベイティは、製作や脚本も務めるとともに出演もしている。出演は他にリリー・コリンズとオールデン・エアエンライクなど。
2016年11月10日には、AFI映画祭で初上映された。日本では劇場未公開となったが、後年にはWOWOWで放送されたほか、ネット配信もされている。

## ストーリー
1950年代後半。田舎の美女コンテストで優勝したマーラ・メイブリーは、大富豪ハワード・ヒューズの映画会社からスカウトを受け、女優としての新しい道へ一歩を踏み出した。そんな時、女優を送り迎えする運転手のフランクがマーラに一目ぼれするが、運転手と女優の恋は禁じられていた。

## キャスト
※括弧内は日本語吹替。
- ハワード・ヒューズ: ウォーレン・ベイティ（てらそままさき） - 大富豪で映画製作者。
- マーラ・メイブリー: リリー・コリンズ（松井茜） - 女優の卵。敬虔なクリスチャン。
- フランク・フォーブス: オールデン・エアエンライク（名村幸太朗） - ヒューズに雇われた運転手。敬虔なクリスチャンだが野心家。
- レヴァー・マティス: マシュー・ブロデリック（村治学） - ヒューズの部下。
- ルーシー・メイブリー: アネット・ベニング（宮寺智子） - マーラの母。
- ロバート・マホイ（英語版）: アレック・ボールドウィン（山内健嗣） - ヒューズの会社の新しいCEO。
- メイミー・マーフィー: ヘイリー・ベネット（清水はる香）
- ナディーン・ヘンリー: キャンディス・バーゲン（磯辺万沙子） - ヒューズの秘書。
- レイモンド・ホリデイ: ダブニー・コールマン
- ナイジェル・ブリッグス大佐: スティーヴ・クーガン
- サラ・ブランスフォード: タイッサ・ファーミガ - フランクの幼なじみで婚約者。
- ブランスフォード氏: エド・ハリス（山内健嗣） - サラの父。
- ブランスフォード夫人: エイミー・マディガン - サラの母。
- サリー: メーガン・ヒルティ（鷄冠井美智子）
- ベティ: ルイーズ・リントン
- フォレスター氏: オリヴァー・プラット（石住昭彦）
- ノア・ディートリック（英語版）: マーティン・シーン（中博史） - ヒューズの会社のCEO。のちに解雇される。
- ヴァーノン・スコット: ポール・ソルヴィノ
- リチャード・ミスキン: ポール・シュナイダー
- 若い俳優: チェイス・クロフォード
- 映画監督: パトリック・フィッシュラー
- ファーガソン上院議員: ロン・パーキンス（英語版）
- ジーン・ハンドセイカー: ピーター・マッケンジー（英語版）
- ソモサ大統領: ジュリオ・オスカー・メチョソ - ニカラグアの大統領。
- マット・メイブリー: エヴァン・オウトゥール - マーラの息子。

## 作品の評価

### 映画批評家によるレビュー
Rotten Tomatoesによれば、批評家の一致した見解は「『ハリウッド・スキャンダル』で、ウォーレン・ベイティはハワード・ヒューズの独特の影に隠れた古いハリウッドの片隅を、全体的には親しみやすいが、紛れもなく微かに見せている。」であり、178件の評論のうち高評価は54%にあたる97件で、平均点は10点満点中5.80点となっている。
Metacriticによれば、40件の評論のうち、高評価は20件、賛否混在は18件、低評価は2件で、平均点は100点満点中60点となっている。

### 受賞歴
第74回ゴールデングローブ賞でリリー・コリンズがミュージカル・コメディ映画部門の主演女優賞にノミネートされた（受賞はならず）。